# 钻叶点地梅
钻叶点地梅（学名：Androsace lehmannii），为报春花科点地梅属下的一个植物种。